# Kees Immink
Kees A. Schouhamer Immink (Hollandia, Rotterdam, 1946. december 18. –) holland mérnök, vállalkozó és tudós 1946. A kompakt lemez, a DVD és a Blu-ray disc lemez társfeltalálójaként tett szert hírnévre.

## Életrajz
Immink villamosmérnöknek tanult az Eidenhoven Egyetemen, ahol 1985-ben doktorált. 1967 és 1998 között a Philips kutatólaboratóriumaiban dolgozott a hollandiai Eidenhovenben. Jelenleg a Turing Machines Inc. elnök-alapítója és vendégprofesszor a németországi Essen Kísérleti Matematikai Intézetében és a szingapúri Adattárolási Intézetben. 2001 és 2002 között ő töltötte be az Audio Engineering Society elnöki posztját.
Karrierje során számos digitális adathordozó, például a kompakt lemez (CD), a videó kompakt lemez (VCD), a DAT, a DCC, a DVD és a Blu-ray disc lemezrendszer kialakításában és kifejlesztésében játszott szerepet. Immink kutatásait több mint 100 műszaki szakcikk és több mint 1000 egyesült államokbeli és külföldi szabadalom dokumentálja. Immink kulcsszerepet játszott az audio- és videoeszközök kódolási technológiájának kifejlesztésében. Ő fejlesztette ki a CD-lemezeken és a DVD-lemezeken használt EFM és EFMPlus forráskódokat.